# Paracontias ampijoroensis
Paracontias ampijoroensis — вид сцинкоподібних ящірок родини сцинкових (Scincidae). Ендемік Мадагаскару. Описаний у 2016 році.

## Поширення і екологія
Paracontias ampijoroensis відомі за кількома зразками, зібраними в Національному парку Анкарафанціка в регіоні Боені на північному заході острова Мадагаскар. Вони живуть в сухих широколистяних лісах.